# Rohi

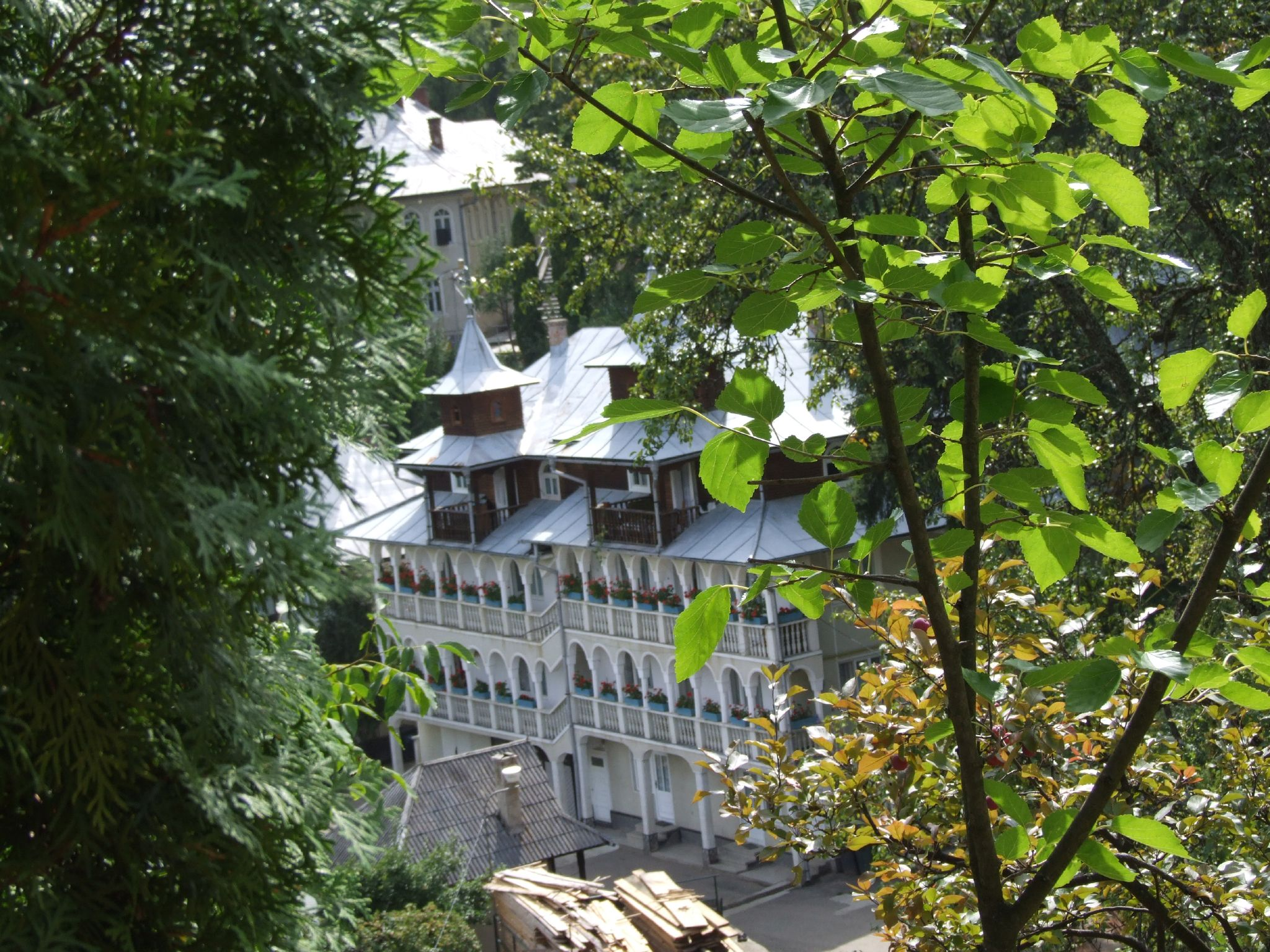
A rohi kolostor

Rohi (románul: Rohia) falu Romániában, Erdélyben, Máramaros megyében, a Lápos-vidéken.

## Fekvése
Magyarlápostól öt km-re délre fekszik.

## Nevének eredete
Neve talán a Roh személynév ómagyar -i birtokos képzős alakjából származik. Első említése: Ruhy (1325).

## Története
Magyarláposhoz tartozó kenézi jogú román falu volt. A 16. századig a Bánffy család birtoka. Később jelentős román kisnemesi rétege alakult ki. 1703 körül 5 nemesi, 7 jobbágy család lakta, 6 háza pusztán állt. 1750-ben lakói sót fuvaroztak és szarvasmarhát tenyésztettek. Ekkor 30 nemes, 16 jobbágy, 3 zsellér, 3 kóbor és 2 cigány családfőt számoltak össze. 1876-ig Belső-Szolnok, azután Szolnok-Doboka vármegyéhez tartozott. Az 1880-as években népességét beköltözések gyarapították.

## Lakossága
1900-ban 972 lakosából 937 volt román és 27 magyar anyanyelvű; 550 ortodox, 391 görögkatolikus, 18 zsidó és 9 református vallású.

2002-ben 764 lakosából 763 román nemzetiségű; 723 ortodox vallású.

## Látnivalók
- A Szent Anna ortodox kolostor egy hegytetőn, vegyes tölgyes-bükkös erdőben épült 1923 és 1927 között. Az 1960-as évekig, amíg el nem készült a hozzá vezető út, kis remetekolostor maradt. 1989 óta jelentősen bővítették. Múzeumában régi egyházi könyveket és egy ikongyűjteményt állítottak ki. Nicolae Steinhardt egykori cellája emlékszoba.

## Híres emberek
- Szerzetesként a kolostorban élt 1980 és 1989 között Nicolae Steinhardt, a 20. századi román irodalom nagy alakja, ortodox teológus.

## Külső hivatkozások
- A kolostor honlapja Archiválva 2007. február 23-i dátummal a Wayback Machine-ben (románul)